# 円谷幸吉
円谷 幸吉（つぶらや こうきち、本名：つむらや こうきち、1940年（昭和15年）5月13日 - 1968年（昭和43年）1月9日）は、日本の陸上競技（長距離走・マラソン）選手、陸上自衛官。
福島県岩瀬郡須賀川町（現・須賀川市）出身。中央大学経済学部卒業。自衛隊体育学校所属。最終階級は2等陸尉。第一級防衛功労章、勲六等瑞宝章受章。
5000メートル (m)・10000m・20000mで日本記録を樹立し、1964年東京オリンピックのマラソンで3位入賞、10000mで6位入賞を果たした。しかし、オリンピックから約3年後の1968年1月に自殺を遂げ、当時の日本の社会に大きな影響を与えた。

## 生涯

### 生い立ち
1940年（昭和15年）5月13日、福島県岩瀬郡須賀川町に生まれる。7人きょうだいの末っ子（上に兄5人、姉1人）で、生家は田畑や山を持つ農家だった。太平洋戦争末期の5歳の頃、散歩中に連れていた飼い犬を追って、幅約1mの小川を飛び越えようとした際、ぬかるみに足を取られて転倒し、腰を強打する。医師の診断で腰骨にずれが生じたことが判明したが、日常に支障がないため放置した。これが後年の腰痛や持病の遠因となる。
須賀川市立第一中学校を経て福島県立須賀川高等学校機械科に進学する。中学時代に年1回の校内マラソン大会（約4キロメートル (km)）で複数回上位に入ったことはあったものの、高校1年生の終わりまで陸上競技に取り組むことはなかった。2年生だった1957年、兄に誘われて地元の駅伝練習に参加したのが陸上競技への入口となる。同年秋、県縦断駅伝大会を前に高校陸上部の選手に欠員が生じた際に代役に誘われ、区間最高記録を出した。これに前後して正式に陸上部員となる。3年生の1958年、全国高等学校総合体育大会陸上競技大会（インターハイ）では5000mに出場したが、途中で他のランナーに左足をスパイクされてシューズを脱ぎ捨て、完走18人中17位でのゴールとなる。このレースは予選で、決勝には進めなかった。それでも自己ベストの成績で、円谷は笑みを浮かべたという。同年秋には青森東京駅伝の福島県チームに選ばれ、3つの区間を担当した。同駅伝には高校卒業後も複数回出場した。
円谷は常磐炭鉱で陸上競技を続けようと考えたが入社できず、勧誘ポスターを見た自衛官に変更した。高校卒業後の1959年（昭和34年）春に陸上自衛隊へ入隊、八戸で3か月間の入隊後訓練を受けた後に郡山駐屯地の第6特科連隊に配属される。駐屯地で課外時間に一人でトレーニング中、声をかけた先輩隊員に練習相手を頼み、二人で走るようになった。1960年5月以降夏にかけ、二人でローカルのロードレースやトラックの長距離に出場していずれも円谷が優勝した。陸上競技で名前が出るようになったころ、同じ駐屯地で陸上競技経験のある一尉からその中隊に呼ばれ、特別に勤務時間帯に練習時間を与えられる。この一尉は円谷に400mや800mの経験ある隊員と走らせるトレーニングを課してスピード向上を図った。10月の第15回国民体育大会青年の部5000mでは5位に入賞、同年12月の自衛隊の管区対抗駅伝に出場後、引き続き自衛隊が長距離選手に対して実施した御殿場市での合宿に参加、年が明けた1961年1月の大阪・東京毎日駅伝にも自衛隊チームの一員として走るなど、自衛隊内で長距離選手として扱われるようになった。1961年6月に初めて出場した日本陸上競技選手権大会の5000mでは、自己ベストとなる初の14分台のタイムで6位に入賞した。11月の青森東京駅伝では、福島県代表として出走した3つの区間すべてで区間新を記録した。それに先立ち、後に教官となる澤田幸作と畠野洋夫に、1960年秋以降に出会う。

### 東京オリンピックへの道
1962年（昭和37年）に、1964年東京オリンピックに備えて前年発足した自衛隊体育学校がオリンピック候補育成のため、特別課程の隊員を募集した際には腰痛のため選考会に出られなかった。選考委員は円谷の持病の悪化を考え、選考に躊躇したが、畠野は「彼をおいて体育学校の学生にふさわしいものはいない」と強く推薦して体育学校への入校（陸上競技選手の同期は他に14人）が決定する。
体育学校入校当初は腰痛が治らず、満足に走れなかった。畠野は、ニュージーランドの陸上指導者であるアーサー・リディアードが編み出した「リディアード方式」と呼ばれるトレーニング方法（クロスカントリー競走中心）により、痛みを軽減させた。また、正規のコーチは畠野であったが、本格的な陸上経験がないため具体的な指導は難しかった。そのため、同じく陸上班の教官であった澤田幸作が円谷からの申し出を受けコーチングを行っていたとされる。円谷は東京オリンピックで銅メダルを獲得後、自衛隊員を前にした講演で「メダル獲得について、澤田教官以外の指導や協力は受けていない」と話したという。澤田は1961年の第3回毎日駅伝（全日本「大阪ー東京」毎日駅伝競走）ではオール自衛隊チームのコーチ、体育学校では陸上班の教官を務めるとともに、1962年の日本競歩選手権50km競歩2位のアスリートでもあった。
円谷は10月の日本陸上競技選手権大会の5000mに日本歴代2位の記録を出し、同大会の10000mにも優勝して、トップ選手がニュージーランド遠征中で不在という環境ではあったが、長距離2冠を達成した。
翌1963年（昭和38年）4月、中央大学陸上競技部監督の西内文夫からの誘いにより、自衛官の身分のまま中央大学に入学する。学部は法学部の夜間部だった。西内が円谷を勧誘したのは、当時の自衛隊体育学校校長から推薦を受けたオリンピック強化本部長の織田幹雄が「ときどき見てやってくれないか」と前年6月に依頼したことによる。当時の中央大学練馬グラウンドは自衛隊体育学校とは至近距離にあり、トレーニングに通うのは容易だった。進学後の指導は、西内と畠野で分担された（西内がトラック中心の技術とトレーニング、畠野がロードと生活・スケジュール）。大学生の資格を得たものの、円谷は関東学生陸上競技連盟（関東学連）への登録は行わず、日本実業団陸上競技連合登録だった。
同年7月から9月まで2か月にわたり、ニュージーランド・オークランドでの日本長距離選手合宿に参加する。円谷にとっては初の海外旅行だった。指導陣は監督が高橋進（八幡製鐵）、コーチが西田勝雄だった。合宿中の円谷は、日本に残った畠野や西内、それに家族や当時交際していた女性（詳細後述）に多くの手紙を送った。8月24日、20000mの記録会に出走、地元のビル・ベイリーに次ぐ2位ながら、エミール・ザトペックの持っていた世界記録を上回るタイム（59分51秒4）でゴールした。日本の長距離選手がトラックで世界記録を更新したのは初めてだった。合宿終盤にはオーストラリアのシドニーに移り、10000mで29分25秒2の日本新記録を樹立した。合宿に参加した君原健二（八幡製鐵）は、円谷の20000mでの走りや生活態度に強い印象を受け、帰国後はライバルとなった。
10月の競技会では好記録を連発して10000mの東京オリンピック参加標準記録を上回り、11月に日本陸上競技連盟から同種目のオリンピック代表候補に選ばれた。この段階では円谷はトラックと駅伝の選手と見られており、マラソンは未経験だった。しかし、かねてより円谷のスピードに着目していた織田幹雄は、マラソンを走ることを勧めた。
東京オリンピック開催年の1964年（昭和39年）、3月20日の中日マラソンで初マラソンに挑戦、2時間23分31秒で5位となる。レース前の中日新聞には「マラソンへの転向ではない」「目標は完走だ」というコメントが掲載されていた。しかしレース後に円谷は約3週間後の4月12日開催でオリンピックの最終選考会となる毎日マラソンへのエントリーを急ぐよう、畠野に頼んだという。その毎日マラソンでは、2時間18分20.2秒で君原健二に次ぐ2位となる。レースで円谷は、後方から次第に先頭集団に順位を上げた君原に終盤スパートをかけられて引き離され、マラソンの「駆け引き」という点では未熟さを露呈した。しかし、この結果により円谷は、君原、3位に入った寺沢徹（倉敷レイヨン）とともに、マラソンのオリンピック代表となる。選出後の3人には「根性の君原」「スピードの円谷」「スタミナの寺沢」という評がマスコミでなされた。寺沢は後年、円谷の選出について「みんな、期待はしていなかったと思います」と述べ、実際の選考も織田幹雄の推薦で決定するまで難航したとされる。
円谷と畠野の目標は5000m・10000m・マラソンの3種目でのオリンピック出場だった。6月の第19回国民体育大会の5000mで14分2秒2の日本新記録を樹立、オリンピック参加標準記録まで0.2秒だった。しかし、7月4日の日本陸上競技選手権大会5000mでは他の選手にスパイクされて、後半は片足を裸足で走り、6位に終わったためこの種目でのオリンピック出場は逃した。
8月23日、札幌市で開催されたタイムスマラソンに出場、ここでも君原に離されての2位だった。4日後の8月27日に札幌市円山競技場で実施された10000m記録会では28分52秒6で自己の持つ日本記録を更新した（2位の君原も日本記録超え）。
なお、オリンピック本番までのマラソン経験3回は、戦後の日本男子マラソン代表では森下広一（2回）に次ぐ少ない記録であるが、初マラソンからオリンピック本番までの期間は森下が1年半あったのに対し、円谷は7か月（正確には7か月と1日）でこれは戦後では最短記録である。

### 東京五輪で銅メダル
東京五輪本番では、まず陸上競技初日の10月14日に行われた男子10000mに出場する。
マラソン選手として日本代表に選出された円谷であったが、10000mへの出場は円谷本人が希望し、陸上総監督の織田幹雄が承認しての出場だったといわれている。当初代表とされていたのは、同年7月の日本選手権で優勝し、オリンピック標準記録も突破した土谷和夫（日本大学）だったが、急遽円谷にエントリーが変更。結果的に土谷はオリンピック代表でありながら、10000mは出場できず、マラソンも補欠に甘んじた。一方、円谷は10000mで6位入賞（当時五輪入賞は6位まで）と健闘。これは日本男子の陸上トラック競技では戦後初の入賞であった。前半はペースを抑えて大柄な外国人選手を風よけに使い、後半に順位を上げる作戦が功を奏した。
翌日から日本のマラソン選手団は、高橋進の発案で代々木の選手村から逗子市の八幡製鐵保養所に移った。しかし君原や寺沢は大会会場から離れた場所でのプレッシャーから不安を募らせて途中で選手村に帰還、10000m入賞で気をよくした円谷だけがマラソン当日朝まで滞在した。
10月21日のマラソン本番では、序盤は先頭集団のハイペースから距離を置き、15km（10位）を過ぎてからペースを上げて20kmでは4位にまで進出した（この5kmのタイムは14分55秒で、優勝したアベベ・ビキラ（エチオピア）の15分23秒を上回った）。30km過ぎでロン・クラーク（オーストラリア）、36kmでジム・ホーガン（アイルランド）を抜いて2位に上がった。当日湿度が高かったことから、円谷はレース前のジョギングを多めにして汗を出し、レース開始後は「体が非常に軽く感じました」と後に述べている。ゴールの国立競技場に入った時には2位だったが、後ろに迫っていたベイジル・ヒートリー （イギリス）にトラックの残り200mで追い抜かれた。これについては、「男たるもの、後ろを振り向いてはならぬ」との父親の戒めを守ったことが原因であると、本人も父親も述べた。ただし、練習パートナーだった宮路道雄は「小学4年生の運動会で後ろを振り向いて転倒したことを父親に強く叱責され、それがトラウマとなってレースで後ろを振り向かなくなった」という円谷の告白を聞いたと後年述べている。
とはいえ、自己ベストの2時間16分22.8秒（結果的に生涯記録となる）で3位となり、銅メダルを獲得した。これは東京五輪で日本が陸上競技において獲得した唯一のメダルとなる。また銅メダルではあったものの、国立競技場で日の丸が掲揚されたのは、メダルを獲得した日本選手では円谷のみであった。
競技終了後のインタビューで、円谷は「あと四年間、きっちり練習すれば、メキシコではもっといい成績を残せると思います」と口にし、「銀メダル以上」を宣言した。この「国民との約束」は真面目で几帳面な円谷の双肩にプレッシャーとしてのしかかることになる。

### 東京オリンピック後の円谷
東京オリンピック後の円谷は、表彰式をはじめとする各種公式行事への参加に忙殺された。1964年11月2日には故郷の須賀川で自衛隊のジープによる凱旋パレードも行われた。同月9日に始まった青森東京駅伝には3区間に出走、いずれも区間新記録をマークした。年末から年始にかけては日本陸連の要請で南米（ブラジル・アルゼンチン）に遠征し、サンパウロでロードレースや10000mに参加した。この間、1月1日付で三等陸曹から二等陸曹に昇進した。
東京オリンピック終了後、円谷には多くのファンレターが届くようになった。羽田空港近くに住んでいた中央大学のクラスメート宅には頻繁に通って、同居していたその妹と親しくなったが、クラスメートによると「良いお付き合いのまま終わったようですがね」という。後述のように、円谷には当時結婚を考えていた女性がいた。
円谷の在学していた中央大学は箱根駅伝6連覇達成の記録継続中であった。箱根駅伝に出場することは、前記の通り円谷が関東学連に登録していなかったため不可能だった。
同年3月15日、自衛隊体育学校校長の吉井武繁が北海道の第5師団長として転出、吉池重朝が後任となる。吉池は自衛隊体育学校を日本のステート・アマ育成機関とする考えをち、前任の吉井とはタイプが違ったとされる。吉井について円谷の4兄は「温厚な人柄で、武道に造詣が深いスポーツマン。マラソンにも理解がありました。」と述べている。
円谷の実業団登録は中央大学入学から2年間という約束が西内との間にあったとされ、それが満了した1965年4月に中央大学陸上部は独自に関東学連に円谷の登録を申請した。だが申請後の5月、円谷が地方駅伝に自衛隊チームとして参加したことが問題視された。中央大学はいったん申請を取り下げて、改めて登録を申し込んだが学連側は拒否した。二重登録問題の影響で、参加の決まっていた6月のズナメンスキー兄弟記念大会（ソビエト連邦）学生代表から外された。7月、自衛隊体育学校と陸上競技関係者の尽力により二重登録問題は早期に解決され、自衛隊選手の実業団登録として大会参加していくことが決まる。この間、円谷は休暇を取って東京から須賀川まで走って帰郷することもした。
二重登録問題解決後、競技に復帰した。しかし、8月29日の北海タイムスマラソンでは途中棄権、10月の第20回国民体育大会10000mでは、新鋭の澤木啓祐（順天堂大学）のスパートについて行けず2位に敗れた。
1966年2月、円谷は福岡県久留米市の幹部候補生学校に入校する。この入校に関しては、「上からの命令」とする文献がある一方、教官の澤田幸作は円谷が「澤田教官の通ったコース（澤田が幹部になったのと同様の過程）を歩きたい」と語り、入校を希望したと記している。澤田は中央大学卒業後にすることを勧めていたが、結局賛成し、円谷に幹部候補生学校の受験勉強に役立つ教範を与えるなどした。
在校は9月までだったが、講義や課外演習などのために陸上のトレーニングはままならなかった。体育学校に所属していた重量挙げ金メダリストの三宅義信は後年、「（引用者注：円谷が）幹部候補生学校に入った時点で、メキシコは厳しいと思ったよ。おれの場合は断ったもんな」と述べている。

### 婚約と破談
円谷は、交際していた女性と幹部候補生学校卒業後に結婚することを考え、畠野に協力を求めてその準備を進めていた。
女性は円谷より1歳か2歳下で、郡山駐屯地時代に知り合い、円谷が一目惚れした。円谷は彼女との間で多くの手紙を交わし、遠征に出かけると土産を買って渡していた。1963年のニュージーランド合宿の帰途に立ち寄った香港ではダイヤモンドの指輪を買い求めた。その留守中には円谷の父が彼女の家を訪問、やがて交際は家族ぐるみとなった。東京オリンピック前の北海道遠征時に、畠野にも女性を紹介した。
1965年4月には父が女性の自宅を訪問して、正式に結婚が決まる（円谷は女性からの手紙でそれを伝えられた）。しかし7月下旬に女性が変心、円谷は畠野の仲介を頼み、周囲の取りなしもあっていったんは元に戻った。
1966年5月頃に畠野は円谷の父と会い、円谷の結婚希望を伝えると父も快諾し「できれば今年中に」と返答されたことを手紙で円谷に伝えた。畠野が上司の課長（平賀孟）に結婚の件を伝えると「本人がよければ早く身を固めることが最高の道」と賛成した（賛成する旨の円谷への手紙が残されている）。だが校長の吉池は話を聞いて「（メキシコシティーオリンピック後ではなく）今年中」という円谷の父の希望に、聞いた話だけでは同意できないと述べ、6月7日に畠野も同席して円谷本人以外の両家の関係者と会うことになる。その前夜、畠野と会食した吉池は、結婚への賛成を求める畠野にメキシコ五輪前の結婚などもってのほかと激しく罵倒した。翌日の会合でも吉池はメキシコ五輪後への変更を求めたが、円谷の父は「本人の強い意思」として譲らなかった。結局吉池が折れる形で年内の結婚に同意したものの、「挙式は東京で」と口にし、これも円谷の父に拒絶を受けた。吉池の同意は得たものの、円谷の父との激しい応酬は女性とその母に結婚への不安を与えたとされる。
円谷は8月の帰省時に、再度女性やその両親と会って結婚を確認した。9月の幹部候補学校卒業後、円谷は結婚に向けて動こうとした。だが10月になって女性は「来年3月まで待ってほしい」と伝え、さらにその直後に円谷は畠野に「（縁談が）成就しそうにありません」と手紙で伝えた。その後女性は、円谷から贈られたプレゼントや手紙などをすべて円谷の実家に返した。その背景について前出の宮路道雄は、園遊会に円谷が招かれた話を吉池が誇張して伝えた（皇族と付き合う覚悟があるか）ことが理由と述べる。
一方女性は1995年に新聞の取材に対して、そもそも円谷とは相思相愛ではなく、一方的に挙式の日程を決めるなど、縁談に前のめりになる円谷家との温度差を感じていたこと、そもそも円谷に特に好意を持っておらず、円谷から遠征先などから送られてきた贈り物も送り返した、手紙も練習の状況等が書かれているだけで、プロポーズもなく、返事も書かなかったと証言した。また、1964年、円谷の北海道遠征時に円谷を介し畠野と会ったというエピソードについても、そもそもあの年には北海道に行っておらず、畠野に会ったことを「ありえない」とした。1966年6月7日の話し合いにて、吉池がメキシコ五輪前の結婚に反対したことについては「（円谷が）強くなるためには、その通りかなと思って聞きました」と吉池に同意しており、吉池の反対が結婚に不安を与えたという説とは見解が異なる。
円谷は受信・発信した手紙をノートに書き写す習慣があり、残された内容は女性の証言とは明らかに異なる。円谷の手紙からその生涯を再検証した松下茂典は、女性の真意を確かめるため2017年以来接触を試みたが、面会の機会を得ないまま彼女は健康を悪化させて施設に入所し、意思疎通も困難となる。2019年春に2つの質問だけを松下はおこない、円谷の墓参をしたことがあるかという問いに彼女は「ん?」という返答しか示さなかった。これについて松下は「残念なことに、（中略）幸吉に対する気持ちは、その程度だったのである」と記している。

### 指導者の転任
1966年7月中旬、畠野はバイアスロンの指導のため、北海道への転任が決まる。これを知った円谷は大きな衝撃を受け、体育学校に復帰せずに一般部隊に移りたいという希望を手紙で吉池に伝えたほどだった。円谷がその頃長兄宛に出した手紙には、前校長と比較して吉池に感じる違和も綴られた。その中では「公私を混同された学校長のもとではやれない」「学校長がわざわざ郡山へ行かれたのも、私と相手（引用者注：前記の婚約相手）に水を差しに行ったも同然としか受け取れません」「昨年学校長が代わられてからと云うもの、体校の空気も急変し」といった言葉が記されている。その後、円谷は吉池と面会。7月末に円谷が長兄にあてた手紙によると、「校長の気持ち、私の気持ちを交換し、（中略）地方部隊と云えども、私がゆくべき所でなし、学校長としても私が（引用者注：地方部隊への異動を）希望したからと云って一存で決める訳にもゆかず立場上困っているものと思われます。私としましてもそうであってはいけないものと痛感しております」と記し、八丁前体育学校課長からの説得もあり、体育学校に戻った。だが、日刊スポーツの陸上取材記者だった安田矩明は、円谷の成績が低迷した1967年に『陸上競技マガジン』で「円谷のコーチだった畠野氏は北海道へ転属、練習を相談するコーチを失った。円谷は決して口には出さないが、悩み苦しんだのは事実である」と記している。
ただ、前記の三宅義信は、そもそも畠野は自衛隊の人事異動規則と照らし合わせて「東京五輪のために、2年も転属を猶予されていた」とし、「ことさら悲劇（円谷の自死）に結びつけるのはどうか」と証言している。スポーツライターの武田薫は、「畠野は陸上競技の経験はあったが、指導理論を学んだコーチではなかった」とし、「畠野の指導歴を考えれば、（引用者注：東京オリンピック後も）個人コーチとして継続することの無理も円谷にわからなかったはずはない」と評している。また、畠野と共に陸上班の教官を務めていた澤田も、畠野異動の1年前に駒門駐屯地へ異動していた。澤田、畠野と長年連れ添ったコーチが転属した円谷は、澤田の元に部下二人と訪れ、もう一度体育学校に戻って教官をやってほしいと土下座をした。既に富士学校の教官になることがほぼ決まっていた澤田は要請を断ったが、翌日も円谷は土下座をして頼み込んだという。

### 手術と新たな女性関係
1967年、吉池に代わり森川竹雄が体育学校長に就任する。前年に幹部候補生学校を卒業した円谷は、翌年に迫ったメキシコシティーオリンピックを目指した。3月5日に第1回となる青梅マラソン (30km)に出場する。このレースは「円谷選手と走ろう」というフレーズのもと企画開催された。円谷は2位にはなったもののレース中に両足ふくらはぎに相次いで痙攣を起こした。円谷はレース1か月前に右足首が丹毒に罹患し、痛みを抱えていた。しかも、畠野の後任となった宮下忠憲はハンドボールが専門で陸上競技の知識がほとんどなく、円谷が過密な競技スケジュールを設定しても、それを是正できなかった。同月19日の水戸マラソンでも、レース中に両足アキレス腱が痛みさらに腰痛が再発するなど、無名選手が大半を占める中で9位（2時間23分37秒、生涯でワースト）に終わる。これが最後のフルマラソンとなった。右足の痛みは慢性化し、腰痛も絶えなくなって、痛み止めの注射で緩和させて走る状況となる。
5月27日と28日に広島県営陸上競技場で開催された第15回全日本実業団対抗陸上競技選手権大会では5000m、20000m（初日）、10000m（2日目）にエントリーしたが、5000mが6位、20000mは周回遅れの7位、10000mが3位の結果だった。このとき、20000mで優勝した君原健二と控え室で二人きりになった際に円谷は「メキシコオリンピックで日の丸を揚げるのは国民との約束なんだ」と口にし、君原は「戦慄が走りました」と回想している。その後7月までに両足のアキレス腱を相次いで断裂し、8月6日に西内文夫に紹介された第三北品川病院に入院、アキレス腱と椎間板ヘルニアの治療に当たった。入院2日後に椎間板ヘルニアの手術を受ける。入院は3か月に及び、退院したのは11月6日だった。
入院中、円谷は付添婦として家政婦看護婦紹介所からから派遣された女性と出会う。北海道出身の女性は幼少期のけがの後遺症で片足が不自由だった。女性は円谷の入院中に紹介所を退職したが、その後も退院まで付き添って世話をした。円谷が退院すると、二人は渋谷区内に四畳半一間のアパートを借りて半同棲の生活を送る。女性が円谷と結婚の約束をしていたという証言がある。彼女は円谷の死去直前の1968年1月7日に、円谷と連れだって第三北品川病院を訪問したという。
長岡民男は1977年の著書で「円谷は母校・須賀川高等学校の4年後輩の女性とファンレターがきっかけで交際を始め、両家の諒解も済んで、円谷の自殺直前には長兄が式場に予約の相談をしていた」という内容を記しているが、この女性について青山一郎や松下茂典（前記の通り円谷の手紙を詳細に調査している）の著書には言及がない。一方、長岡の著書には前記した縁談とその破局（青山一郎や松下茂典の著書には記載されている）については全く触れられていない。

### 退院後の苦悩
退院後、円谷は一度帰省した後、11月20日から別府駐屯地の温泉療養所で療養と体力回復に努めた。11月29日に畠野に出した手紙には「どこまでやれるか解りませんが、あくまで身体と相談しながらボツボツやってみるつもりです。オリンピック云々は別として向こう一年間だけは体力回復等の意味に於いてもがんばってみるつもりです」と記していた。しかし、入所中の12月3日におこなわれた国際マラソンでデレク・クレイトン（オーストラリア）が初めて2時間10分を切る世界最高記録を樹立、同じレースで2位となった佐々木精一郎（九州電工）も2時間11分17秒0を記録した。円谷は前年日本陸連に出した「マラソン競技者調書」の中で2時間10分台突破を「向こう五～一〇年の間」と記しており、はるかに早い達成はトップ選手との差がさらに開いたことを意味した。円谷は12月11日に中央大学時代の友人に出した手紙で「見通し暗いです」と記した。12月下旬に静岡県下田市での体育学校合宿に参加したが、思うように走れず、自転車での伴走役に徹した。合宿最終日の12月22日に畠野に出した葉書には「マラソンの代表をかけるには、あと三か月しかありませんので（中略）元気な者を盛り立ててゆくつもりです」という文言があった。入院中に見舞った西内文夫は、「あとは立派な指導者になればいいんだ」と励ましていたという。また体育学校第二教育課長の高長信吉からは教官になるように勧められていた。後述する体育学校関係者宛の遺書で「お約束守れず相済みません」と書かれた平賀孟（円谷の死去当時は体育学校企画室長）は、この「約束」について、生前新聞記者に「教官になる約束だ」と断言したという。一方、1月6日に西内文夫に宛てた年賀状には「もう一度、一生懸命やってみるから、面倒を見てほしい」といった趣旨の内容が記されていたという。
合宿終了後、円谷は12月30日に東京を出て須賀川に帰省した。帰省先でも円谷は実家の近くを走ったが、5兄（陸上経験者）の回想では「ランニングフォームは、東京オリンピックのころと全然違っていました」という。メキシコ五輪の開催年となった1968年（昭和43年）正月の料理は円谷の快気祝いもかねて、円谷の好む食材がきょうだいの手により多く用意された。それらは、家族宛の遺書に「美味しうございました」という言葉とともに記された。1月3日に須賀川を発って東京に戻った。1月7日には体育学校の校庭で若手選手とランニングし、その際に撮影された写真が現存する。翌1月8日には別府大分毎日マラソンに向けたコーチをする予定だったが姿を現さなかった。

### 自殺
1月9日に、円谷は自衛隊体育学校宿舎の自室にて、両刃のカミソリで頚動脈を切って死亡しているところを発見された。死亡推定時間は前日の午後11時だった。27歳没。

遺書は家族宛と自衛隊体育学校関係者宛の2通があった。このうち「父上様、母上様、三日とろろ美味しゅうございました」から始まり「幸吉は父母上様の側で暮らしとうございました」で結ばれている家族宛の遺書にしたためた感謝と、特に
の言葉は、当時の世間に衝撃を与え、また円谷の関係者ら多くの涙を誘った。
自衛隊葬は1月13日に東京都新宿区市谷本村町にあった陸上自衛隊大講堂でおこなわれ、弔辞のうち友人代表のものは三宅義信が読んだ。墓は須賀川市の十念寺に、メキシコ五輪に向けてきょうだいが父の命で積み立てていた貯金で建てられた。戒名は「最勝院功誉是真幸吉居士」。

### 自殺の与えた影響
君原健二は円谷死去を発覚の当日昼頃に知らされ、「悔しい、一体どうしてなんだ」という思いから社宅近くの競技場を約3000m全力疾走したという。君原は1964年東京オリンピックで8位と敗れた後、自殺が頭に浮かんだといった内容を日記に記していた。円谷死去を知った後の日記には「もし俺がオリンピックで三位に入賞していたら、俺がやっただろうと思って…」という言葉を残した。君原はメキシコシティーオリンピックのマラソンで2位となる。
家族宛の遺書はマスコミに公表され、複数の文学者がそれについて意見を述べたり、作品の題材とした。
川端康成は、円谷の遺書について「相手ごと食べものごとに繰りかへされる〈美味しゆうございました〉といふ、ありきたりの言葉が、じつに純ないのちを生きてゐる。そして、遺書全文の韻律をなしてゐる。美しくて、まことで、かなしいひびきだ」と語り「千万言も尽くせぬ哀切である」と評し、「私は円谷選手の遺書を深く感じたが、円谷選手は文筆家ではないし、格別の文章家でもあるまい。さうでないからこのやうな文章が生まれたのであらう。遺書といふことの偶然の所産であるが、また円谷選手の性格と人生とが、ここのおのづから凝つて成した必然の文章であつた」「賣文家の私はここに文章の眞実と可能性を見得たことはまことであつた」とその文を賞賛した（「一草一花――『伊豆の踊子』の作者」の「十一」、『風景』1968年3月号初出）。
三島由紀夫は『円谷二尉の自刃』の中で「円谷選手の死のやうな崇高な死を、ノイローゼなどといふ言葉で片付けたり、敗北と規定したりする、生きてゐる人間の思ひ上がりの醜さは許しがたい。それは傷つきやすい、雄々しい、美しい自尊心による自殺であつた」 と述べた。最後に「そして今では、地上の人間が何をほざかうが、円谷選手は、“青空と雲”だけに属してゐるのである」 と締めくくった。
寺山修司はエッセイ集『青少年のための自殺学入門』（土曜出版社、1979年）の中で円谷に触れ、「円谷の場合、自殺というよりは他殺であった」「円谷の死はただの他殺とはちがっていた。何よりも、彼の遺書は彼の記憶の中をゆっくりとマラソンのような平均ペースで走りつづけ、そこを通りすぎてゆく正月の食べものの思い出は、彼の心象風景となり、すばらしい一編の詩となっていたのであった」と記した。
沢木耕太郎は「円谷の遺書には、（円谷が）幼いころ聞いたまじないや不気味な呪文のような響きがある」と述べている（『敗れざる者たち』所収「長距離ランナーの遺書」）。
唐十郎や佐藤信がそれぞれ演出した戯曲に円谷の遺書を取り入れたほか、映画『駅 STATION』（1981年、脚本：倉本聰）では元オリンピック射撃選手の主人公（高倉健）にオーバーラップする形で円谷の遺書が使用された。
円谷の自殺は日本のスポーツ史の痛恨事とされ、スポーツ選手の心理サポートを手がける専門家が「このようなことが、二度と起こらないようにしなければならない」と言及する対象にもなっている。

### 没後
実家には円谷の没後に遺品を展示した「円谷幸吉記念館」が開設された（開館は1969年7月18日）。これは「父母上様の側で暮らしとうございました」という遺書の言葉を受けた父の思いによる。遺族の高齢化により、2006年（平成18年）6月に展示品を市に寄贈したのち秋に閉館した。その後、市によって市営須賀川アリーナに展示コーナーが設置され、同年10月のメモリアルマラソン開催記念の特別展示を経て、2007年（平成19年）1月7日より「円谷幸吉メモリアルホール」として正式に公開された。
出身地の須賀川市では、業績を偲んで1983年から「円谷幸吉メモリアルマラソン」が開催されている。
2020年（令和2年）3月12日、郡山市で行われた東京五輪マラソン代表選手らの記者会見を前に、選手関係者らによる墓参が行われた。
須賀川市は2021年（令和3年）に、同郷の円谷英二とともに円谷幸吉に「名誉市民」号を贈ることを決め、同年7月7日に授与式が実施された。
「二人の円谷」顕彰事業の一環として、2023年（令和5年）4月1日より須賀川アリーナは「円谷幸吉メモリアルアリーナ」に改称された。

## 人物
円谷は、人一倍の努力家であり、責任感も強かった。練習パートナーだった宮路道雄は、「絶対に弱音を吐かない。決めたことはやり通す」人物だったと評している。また君原健二は、ニュージーランド合宿の際に、入浴時に脱いだ服をすべて念入りにしわを取って畳む姿に驚嘆したと述べている。この習慣は、父がしつけの家訓とした四カ条の一つ（履き物、衣服は揃えて）に由来していた（他は「自分のことは自分で」「呼ばれたら返事を」「人には挨拶を」）。
その一方で、東京オリンピック前の合宿時には読書中の君原健二に「こっちの方が面白いぞ」とヌード写真が掲載された雑誌を見せたり、中央大学の友人からその先輩の書いた「濡れ場も出てくるエッチな」小説を借りて読み、葉書で「面白い小説、大変興味深く拝読いたしました」と記したりする茶目っ気も持っていた。

## 競技成績

### 陸上自衛隊
- 高良山登山走……18分9秒（2020年現在も破られていない日本記録。参加する自衛隊員の合格基準記録は男性で約30分、女性で約35分）

### マラソン
- 自己最高記録……2時間16分22秒8（1964年10月・東京オリンピックコース）

| 年月           | 大会名           | タイム      | 順位     | 備考                                         |
| -------------- | ---------------- | ----------- | -------- | -------------------------------------------- |
| 1964年3月20日  | 中日マラソン     | 2：23：31   | 5位      |                                              |
| 1964年4月12日  | 毎日マラソン     | 2：18：20.2 | 2位      | 東京五輪のコースで開催、東京五輪代表選考会   |
| 1964年8月      | タイムスマラソン | 2：19：50   | 2位      |                                              |
| 1964年10月21日 | 東京オリンピック | 2：16：22.8 | 3位      | 同五輪で陸上競技日本代表選手唯一のメダル獲得 |
| 1965年8月      | タイムスマラソン | 記録無し    | 途中棄権 | 28km付近でリタイア                           |
| 1967年3月      | 水戸マラソン     | 2：23：37   | 9位      |                                              |

### トラック種目
| 日付           | 大会                       | 種目    | 記録      | 順位 | 備考       |
| -------------- | -------------------------- | ------- | --------- | ---- | ---------- |
| 1960年10月25日 | 国民体育大会               | 5000m   | 15分8秒6  | 5位  |            |
| 1961年6月30日  | 日本選手権                 | 5000m   | 14分59秒6 | 6位  |            |
| 1961年10月9日  | 国民体育大会               | 5000m   | 14分46秒2 | 1位  | 予選       |
| 1961年10月10日 | 国民体育大会               | 5000m   | 14分54秒8 | 2位  | 決勝       |
| 1962年7月13日  | アジア大会最終予選         | 5000m   | 14分28秒6 | 2位  |            |
| 1962年8月11日  | 勤労者大会                 | 5000m   | 14分48秒2 | 2位  |            |
| 1962年10月7日  | 一般対学生                 | 5000m   | 14分36秒2 | 2位  |            |
| 1962年10月12日 | 日本選手権                 | 5000m   | 14分20秒8 | 優勝 |            |
| 1962年10月14日 | 日本選手権                 | 10000m  | 29分59秒0 | 優勝 |            |
| 1962年10月23日 | 国民体育大会               | 5000m   | 14分22秒8 | 優勝 |            |
| 1963年4月27日  | 東日本実業団               | 5000m   | 14分39秒4 | 3位  |            |
| 1963年4月28日  | 東日本実業団               | 1500m   | 3分58秒9  | 2位  |            |
| 1963年5月10日  | 東京選手権                 | 5000m   | 14分39秒4 | 3位  |            |
| 1963年5月12日  | 東京選手権                 | 10000m  | 30分5秒8  | 2位  |            |
| 1963年6月1日   | 全日本実業団               | 5000m   | 14分29秒6 | 2位  |            |
| 1963年6月2日   | 全日本実業団               | 10000m  | 29分38秒0 | 2位  |            |
| 1963年7月7日   | 一般対学生                 | 10000m  | 30分49秒2 | 優勝 |            |
| 1963年8月24日  | ニュージーランド記録会     | 20000m  | 59分51秒4 | 2位  | 世界新記録 |
| 1963年8月24日  | ニュージーランド記録会     | 1時間走 | 20081m    | 2位  | 世界新記録 |
| 1963年9月15日  | シドニー国際大会           | 10000m  | 29分25秒2 | 優勝 | 日本新記録 |
| 1963年10月13日 | 東京プレ五輪（日本選手権） | 5000m   | 14分14秒0 | 5位  | 日本新記録 |
| 1963年10月15日 | 東京プレ五輪（日本選手権） | 10000m  | 29分45秒8 | 4位  |            |
| 1963年10月19日 | 国際親善試合               | 5000m   | 14分13秒8 | 優勝 | 日本新記録 |
| 1963年10月28日 | 国民体育大会               | 5000m   | 14分8秒8  | 優勝 | 日本新記録 |
| 1963年11月10日 | 五輪候補記録会             | 10000m  | 29分13秒8 | 3位  |            |
| 1964年4月25日  | 東日本実業団               | 20000m  | 62分37秒2 | 優勝 |            |
| 1964年5月23日  | 全日本実業団               | 5000m   | 14分25秒8 | 6位  |            |
| 1964年6月7日   | 国民体育大会               | 5000m   | 14分2秒2  | 優勝 | 日本新記録 |
| 1964年8月20日  | 五輪候補記録会             | 10000m  | 29分19秒2 |      |            |
| 1964年8月27日  | 五輪候補記録会             | 10000m  | 28分52秒6 | 1位  | 日本新記録 |
| 1964年10月15日 | 東京オリンピック           | 10000m  | 28分59秒4 | 6位  | 入賞       |
| 1965年8月14日  | 関東選手権                 | 5000m   | 14分33秒4 | 優勝 |            |
| 1965年10月2日  | 埼玉選手権                 | 5000m   | 14分23秒8 | 優勝 |            |
| 1965年10月2日  | 埼玉選手権                 | 10000m  | 30分28秒4 | 優勝 |            |
| 1965年10月29日 | 国民体育大会               | 10000m  | 29分27秒0 | 2位  |            |
| 1966年5月      | 久留米記録会               | 5000m   | 14分54秒0 |      |            |
| 1967年4月22日  | 東日本実業団               | 20000m  | 63分42秒4 | 4位  |            |
| 1967年5月4日   | 埼玉選手権                 | 5000m   | 14分24秒8 | 優勝 |            |
| 1967年5月4日   | 埼玉選手権                 | 10000m  | 29分48秒8 | 優勝 |            |
| 1967年5月27日  | 全日本実業団               | 5000m   | 14分36秒0 | 6位  |            |
| 1967年5月27日  | 全日本実業団               | 20000m  | （不明）  | 7位  |            |
| 1967年5月28日  | 全日本実業団               | 10000m  | 29分54秒4 | 3位  |            |

## 円谷幸吉を扱った作品

### 小説
- 松波太郎『LIFE』講談社、2014年1月、ISBN 978-4062188296）※「東京五輪」を収録。
- 増山実『空の走者たち』角川春樹事務所、2014年11月、ISBN 978-4758412490）

### 漫画
- 森田信吾(イラスト) 『栄光なき天才たち 5 円谷幸吉&アベベ・ビキラ』、集英社〈ヤングジャンプ・コミックス〉、1989年5月、ISBN 978-4088614779）
  - 伊藤智義（作）、森田信吾（イラスト）『栄光なき天才たち 3円谷&アベベ編』集英社〈集英社文庫コミック版〉、1997年7月、ISBN 978-4086170949
  - 伊藤智義（作）、森田信吾（イラスト）『栄光なき天才たち マラソン 円谷&アベベ編 (SHUEISYA HOME REMIX)』ホーム社、2007年11月、ISBN 978-4834242744（コンビニコミック）
  - オリンピア・キュクロス

### 演劇
- 『江戸系 宵蛍』 - あやめ十八番（2020年、脚本・演出：堀越涼）